# Anja og Viktor
Anja og Viktor-filmene er en dansk filmserie, der startede i 1999 med Sofie Lassen-Kahlke og Robert Hansen i hovedrollerne som Anja og Viktor. Det hele startede med filmatiseringen af Dennis Jürgensens bog Kærlighed ved første hik.

## Filmene
| Film                                        | Prod. år | Manuskript                                        | Instruktør              |
| ------------------------------------------- | -------- | ------------------------------------------------- | ----------------------- |
| Kærlighed ved første hik                    | 1999     | Søren Frellesen & Dennis Jürgensen                | Tomas Villum Jensen     |
| Anja og Viktor - Kærlighed ved første hik 2 | 2001     | Søren Frellesen                                   | Charlotte Sachs Bostrup |
| Anja efter Viktor                           | 2003     | Henrik Frederiksen, Ib Kastrup & Dennis Jürgensen | Charlotte Sachs Bostrup |
| Anja og Viktor - Brændende kærlighed        | 2007     | Søren Frellesen                                   | Niels Nørløv Hansen     |
| Anja og Viktor - i medgang og modgang       | 2008     | Søren Frellesen                                   | Søren Frellesen         |

## Roller
| Skuespiller             | Rolle   |                                        |
| ----------------------- | ------- | -------------------------------------- |
| Sofie Lassen-Kahlke     | Anja    |                                        |
| Robert Hansen           | Viktor  |                                        |
| Karl Miller Bille       | Torkild | Viktors ven (senere også Anjas)        |
| Jonas Gülstorff         | Nikolaj | Viktors ven (senere også Anjas)        |
| Mira Wanting            | Gitte   | Anjas veninde (senere også Viktors)    |
| Joachim Knop            | Peter   | Anjas eks (senere Anja og Viktors ven) |
| Sebastian Jessen        | Brian   | Anjas lillebror                        |
| Rasmus Albeck           | Esben   | Viktors lillebror                      |
| Kristian Halken         | Willy   | Anjas far                              |
| Inge Sofie Skovbo       | Jette   | Anjas mor                              |
| Tommy Kenter            | Larsen  | Brandmajor                             |
| Johannes Lilleøre       | Buster  | Gittes kæreste                         |
| Birgitte Hjort Sørensen | Regitze | Peters kæreste                         |

## Ekstern henvisning
- Den Danske Film Database